# Украинское национально-демократическое объединение
Украинское национально-демократическое объединение (укр. Українське національно-демократичне об'єднання (УНДО), пол. Ukraińskie Zjednoczenie Narodowo-Demokratyczne) — крупнейшая украинская политическая партия на Галичине и в Польше.

## История

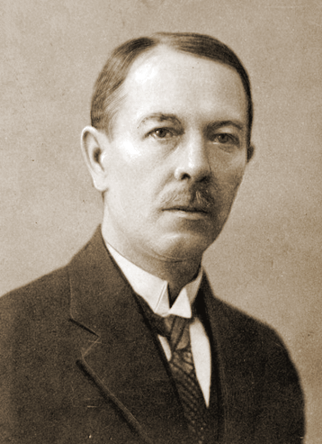
Д. Левицкий — первый председатель УНДО

Создана 11 июля 1925 года после объединению двух крыльев Украинской трудовой партии, Украинской партии национальной работы и волынской группы Украинской парламентской репрезентации (УПР). Фактически УНДО стало продолжением Украинской национально-демократической партии с почти такой же программой.
Первым председателем УНДО был Д. Левицкий, генеральным секретарём — В. Целевич. На втором съезде УНДО 19 — 20 ноября 1926 года была принята программа партии, которая, как и программа бывшей Украинской национально-демократической партии, базировалась на идеологии соборности и государственности, демократии и антикоммунизма.
На международной арене УНДО вело борьбу против легализации иностранного господства, а в варшавском сейме и в польском сенате — за выполнение Польшей её международных и конституционных обязательств.
Высшим органом УНДО был, так называемый, Народный съезд (раз в два года), который избирал Центральный (Народный) Комитет (из 41 члена, выбиравший экзекутиву, состоящую из 10 человек); на местах это были повятовые съезды, которые избирали повятовые народные комитеты; в больших городах — отдельные городские организации; в сёлах — мужи доверия. УНДО представляло собой не столько новаторскую организацию, как широкое национальное движение без точного реестра членов, без членских взносов, за исключением Львова, но с выраженной партийной дисциплиной и взаимной лояльностью между руководством (проводом) и низовыми деятелями.
Будучи ведущей политической силой, УНДО подчинило себе центральные образовательные и хозяйственные украинские учреждения («Просвита», Ревизионный союз украинских кооперативов, Центросоюз, банк «Днестр» и т. п.) и отвечало за них перед народом за демократическое устройство этих учреждений. Под влиянием УНДО была также сильная пресса с газетой «Діло» (ставшей официальным органом УНДО) и еженедельник «Свобода». УНДО объединяло почти 3/4 общественного актива Галичины.
Во второй половине 1920-х гг. УНДО распространило своё влияние и на Волынь (главные деятели С. Хруцкий, Б. Козубский, М. Черкавский), но впоследствии, под давлением польских властей его потеряло. С 1928 года УНДО участвовало в выборах в польский парламент и получило 26 мандатов в Сейм и 9 в Сенат. В 1930 г. польские власти арестовали 19 депутатов от УНДО, избранных в 1928 г.
Попытки урегулировать украинско-польские взаимоотношения в Польше, начатые руководством УНДО и несоблюдение польским правительством взятых обязательств, усилившееся польское давление на украинцев вызвали острый кризис в УНДО, в результате которого Д. Левицкий подал в отставку, сменил его на посту председателя В. Мудрый; возникла внутренняя оппозиция, которая группировалась вокруг «Діло», среди них: Д. Левицкий, К. Левицкий, И. Кедрин-Рудницкий, С. Баран и другие. Возникли: новая политическая партия «Фронт национального единства»,
женская организация «Дружина княгини Ольги» во главе с М. Рудницкой.
Против УНДО начали острую кампанию Украинский союз промышленников и предпринимателей (УСПП) и ОУН. В 1938 г. произошло ослабление влияния УНДО у населения и рост авторитета националистических организаций (ОУН, Фронта национального единства и др.)..
После присоединения Западной Украины к СССР УНДО прекратило своё существование. В 1947 году группа бывших членов УНДО возобновила работу в эмиграции, входила в состав Украинского национального совета.